# Fábio Gomes
Fábio Gomes (Rio Claro, 6 de fevereiro de 1981), é um ex-futebolista brasileiro que atuava como volante, ainda podendo atuar como lateral esquerdo.

## Carreira
Em abril de 2003, foi contratado pelo Palmeiras, onde conquistou o Campeonato Brasileiro da Série B em 2003.
Em 2009, atuou pelo Ceará.
Acertou com o Novo Hamburgo para 2013.
Em 2015 anunciou a aposentadoria, defendendo como último clube o Paulista, em sua quarta passagem pelo clube de Jundiaí. Campeão da Copa do Brasil de 2005, teve mais de 200 partidas disputadas e se tornou um dos maiores ídolos da história do clube.
Em 2016, aceitou o convite do Toledo do Paraná para jogar a Primeira Divisão Paranaense.

## Títulos
Palmeiras
- Campeonato Brasileiro - Série B: 2003
- Troféu 90 Anos do Esporte Clube Taubaté: 2004

Paulista
- Campeonato Paulista - Série A2: 2001
- Série C: 2004.
- Copa do Brasil: 2005
- Copa Paulista: 2010

Sport
- Copa Pernambuco: 2007
- Campeonato Pernambucano: 2008
- Copa do Brasil: 2008[5]

Sertãozinho
- Campeonato Paulista - Série A3: 2016